# Placentela crystallina
Placentela crystallina är en sjöpungsart som beskrevs av Vladimir V. Redikorzev 1913. Placentela crystallina ingår i släktet Placentela och familjen klumpsjöpungar. Inga underarter finns listade i Catalogue of Life.